# 迫田大翔
迫田 大翔（さこだ やまと、2002年 - ）は、日本の経営者。

## 人物・経歴
愛媛県出身。愛光中学校・高等学校を卒業し、2023年現在、慶應義塾大学環境情報学部に在学中。

### 生い立ち
中学・高校時代に自律型ロボットの開発に取り組み、ロボカップサッカーリーグで多数の成果を残した。その後、大学受験のために部活動を引退し、グノシー共同創業者である関 喜史氏をメンターに、未踏ジュニアに採択され、生体信号を用いたインターフェースの開発を行う。その後、孫正義育英財団の奨学生に選ばれる。
高校3年生の春に、同じく孫正義育成財団の奨学生である浅野啓と共にDiver-X株式会社を創業した。

### 大学・Diver-X創業時代
大学時代には、お茶の水女子大学理学部情報科学科の准教授である五十嵐悠紀氏をPMとして「寝ながらの使用に最適なVRシステム」をテーマに、経済産業省の主宰する未踏IT人材育成事業に採択され、期間中の成果が評価されてスーパークリエータの認定を受けた。さらに、Forbes 30 Under 30にも選出される。
Diver-X創業後は、「ハードウェアレベルの最適化で、人間が最高のパフォーマンスを発揮できるインターフェースを提供する」というミッションのもと、XR関連インターフェースの研究開発および製造販売に取り組む。高度情報化社会において、ヒトとコンピュータの接点であるインターフェースにこそ、人類の進歩の可能性が秘められていると考え、関連する製品の研究開発と社会実装に力を注ぐ。
最初に開発したHalfDiveは、ソードアート・オンライン作中に登場するフルダイブ技術にインスパイアされ、そのネーミングとプロダクトデザインの秀逸さから大きな話題を呼んだ。次に開発したContactGloveは、世界初の一般消費者向けグローブ型VRコントローラであり、普及が遅れていたモーションキャプチャグローブ・触覚フィードバックグローブの市場を切り開いた。このContactGloveは、世界最大の家電見本市CES 2023にてInnovation Awardを受賞している。
彼のモットーは「生活を豊かにする科学技術の発展を待つ側ではなく、自身が発展と喜びを創造する第一線の人間となること」である。